# Grootbloemig vingerhoedskruid
Grootbloemig vingerhoedskruid (Digitalis grandiflora) is een kruidachtige plant uit de weegbreefamilie (Plantaginaceae), die voornamelijk voorkomt in Midden- en Oost-Europa. In België is de plant aangetroffen in de Maasvallei en de Ardennen. Het is een vingerhoedskruid met opvallend grote, geel-bruin gevlekte bloemen.

## Kenmerken
Grootbloemig vingerhoedskruid is een overblijvende, twee- of meerjarige plant. De  bloemstengel wordt tot 120 cm hoog, is behaard en dicht bebladerd. De plant ontwikkelt in mei een bladrozet met gesteelde, lancetvormige bladeren. De stengelbladeren zijn ovaal, zittend, fijn getand, de bovenzijde glanzend groen en onbehaard, de onderzijde op de nerven en de randen behaard. De plant is zeer giftig. 
De bloeiwijze is een dichtbloemige, eenzijdige tros met tot twintig bloemen op de top van de bloemstengel. De bloemen zijn klokvormig, tot 4,5 cm lang, geel, wijd geopend, aan de binnenzijde behaard en bruin gevlekt en geaderd. De bloemkroon bestaat uit vijf tot een buis gefuseerde kroonbladen. Er zijn vier meeldraden en een bovenstandig vruchtbeginsel. De vrucht is een ovale doosvrucht. Het grootbloemig vingerhoedskruid bloeit van juni tot augustus.

## Groeiplaats en verspreiding
Grootbloemig vingerhoedskruid komt vooral voor op droge, stenige, matig basische en matig voedselrijke bodems op warme en zonnige plaatsen, zoals in bosranden, kapvlakten, open plaatsen in het bos en op rotsige hellingen, in laag- tot hooggebergte.
De plant komt voor in Midden- en Oost-Europa, oostelijk tot in Rusland en westelijk Siberië, zuidelijk tot over de Alpen, Griekenland en de Kaukasus.

## Naamgeving
- Synoniemen: Digitalis orientalis Mill., D. ochroleuca Jacq., D. milleri G.Don, D. magniflora Mill., D. flava Georgi, D. ambigua var. obtusiloba Gren. & Godr., D. ambigua var. acutiloba Gren. & Godr., D. ambigua Murray

- Engels: Big-flowered Foxglove, Great yellow Foxglove, Large yellow Foxglove
- Frans: Digitale à grandes fleurs
- Duits: Großblütiger Fingerhut

De botanische naam Digitalis is afkomstig van het Latijnse digitus (vinger). De soortaanduiding grandiflora is een samenstelling van het Latijnse grandis (groot) en flos, genitivus floris (bloem).

## Verwante en gelijkende soorten
Grootbloemig vingerhoedskruid kan door zijn grote, binnenin gevlekte bloemen onderscheiden worden van het geel vingerhoedskruid (Digitalis lutea).